# Tim Yeung

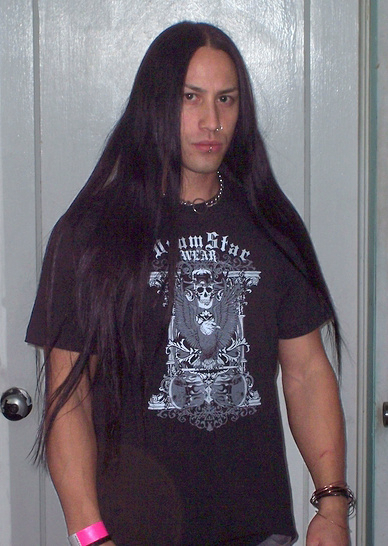
Tim Yeung (2005)

Tim „The Missile“ Yeung (* 27. November 1978 in Rochester, New York) ist der Schlagzeuger von Divine Heresy. Bei dem Wettbewerb der schnellsten Schlagzeuger der Welt 2004 belegte er den 2. Platz in der Disziplin Doublebass.

## Musikalischer Werdegang
Er machte 1995 seinen Abschluss an der Hochstein School of Music in Rochester. Sein Durchbruch kam 1999 auf dem Debütalbum „Conquering the Throne“ von Hate Eternal. Er verließ Hate Eternal 2002 und arbeitete vorübergehend als Saison- und Live-Drummer bei Bands wie All That Remains, Vital Remains und Nile, dann als Studiodrummer bei Decrepit Births Album „...And Time Begins“. 2010 nimmt er mit Morbid Angel deren neuntes Album auf, da Drummer Pete Sandoval sich nach einer Rückenoperation noch in Reha-Maßnahmen befindet.
Tim Yeung kam zu seinem Spitznamen, weil er 2004 bei dem Wettbewerb „World's Fastest Drummer“ auf der Doublebass eine Schlagfrequenz von 872 Schlägen/Minute schaffte und damit auf der Weltrangliste auf Platz 28 steht.